# 圣马涅德卡斯蒂永
圣马涅德卡斯蒂永（法語：Saint-Magne-de-Castillon，法語發音：[sɛ̃ maɲ də kastijɔ̃]，意为“卡斯蒂永的圣马涅”）是法国吉伦特省的一个市镇，属于利布尔讷区。

## 地理
圣马涅德卡斯蒂永（44°51'51"N, 0°3'54"W）面积13.87 平方千米，位于法国新阿基坦大区吉倫特省，该省份为法国西南部沿海省份，是法國本土面积最大的省，北起滨海夏朗德省，西临大西洋，南至朗德省，东南接洛特-加龍省，东临多爾多涅省。
与圣马涅德卡斯蒂永接壤的市镇（或旧市镇、城区）包括：圣佩德卡斯泰特、贝尔韦斯-德卡斯蒂永、卡斯蒂永拉巴塔耶、多尔多涅河畔锡夫拉克、穆列茨和维勒马丹、圣科隆布、圣艾蒂安德利斯、圣佩达尔芒、圣泰尔。

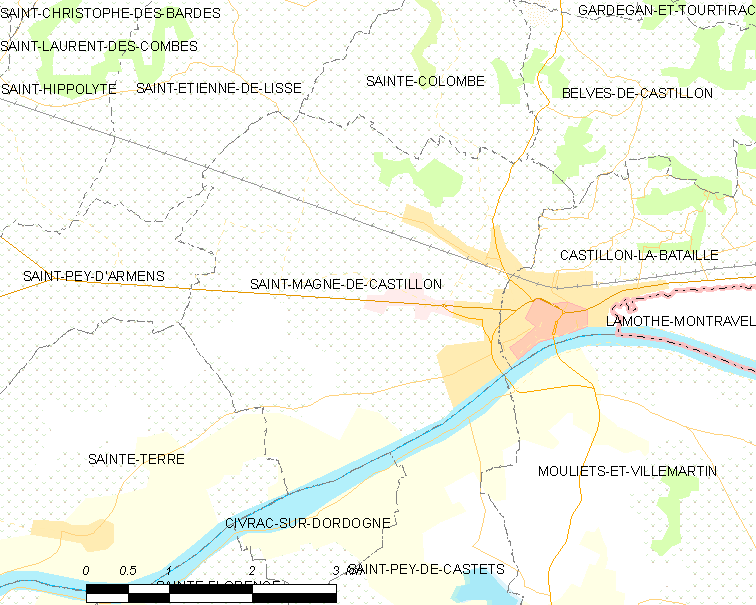
圣马涅德卡斯蒂永的OSM定位图

圣马涅德卡斯蒂永的时区为UTC+01:00、UTC+02:00（夏令时）。

## 行政
圣马涅德卡斯蒂永的邮政编码为33350，INSEE市镇编码为33437。

## 政治
圣马涅德卡斯蒂永所属的省级选区为多尔多涅山丘县。

## 人口

1962-2008年间圣马涅德卡斯蒂永人口变化图示

圣马涅德卡斯蒂永于2022年1月1日时的人口数量为2149人。